# Francesco Giuntini

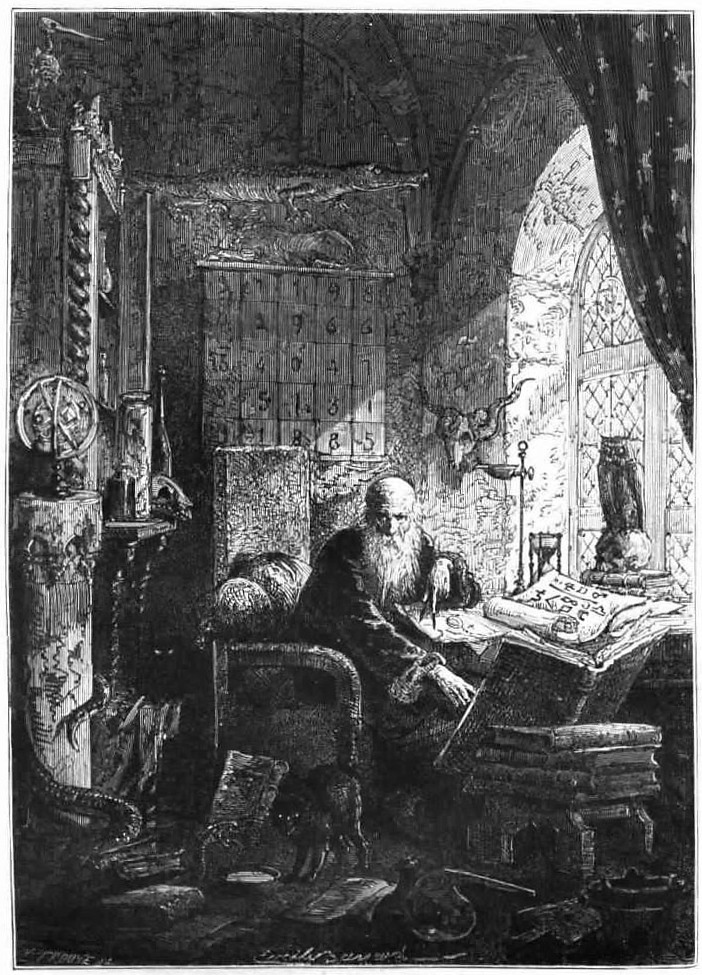
Francesco Giuntini durch Émile Bayard.

Francesco Giuntini, latinisiert Franciscus Iunctinus (* 1523 in Florenz; † 1590) war ein italienischer Theologe, Mathematiker und Astrologe.
Giuntini war Mitglied des Karmeliterordens und seit 1554 Ordensprovinzial. Ab 1561 wirkte er in Lyon, wo er die meisten seiner Schriften veröffentlichte.

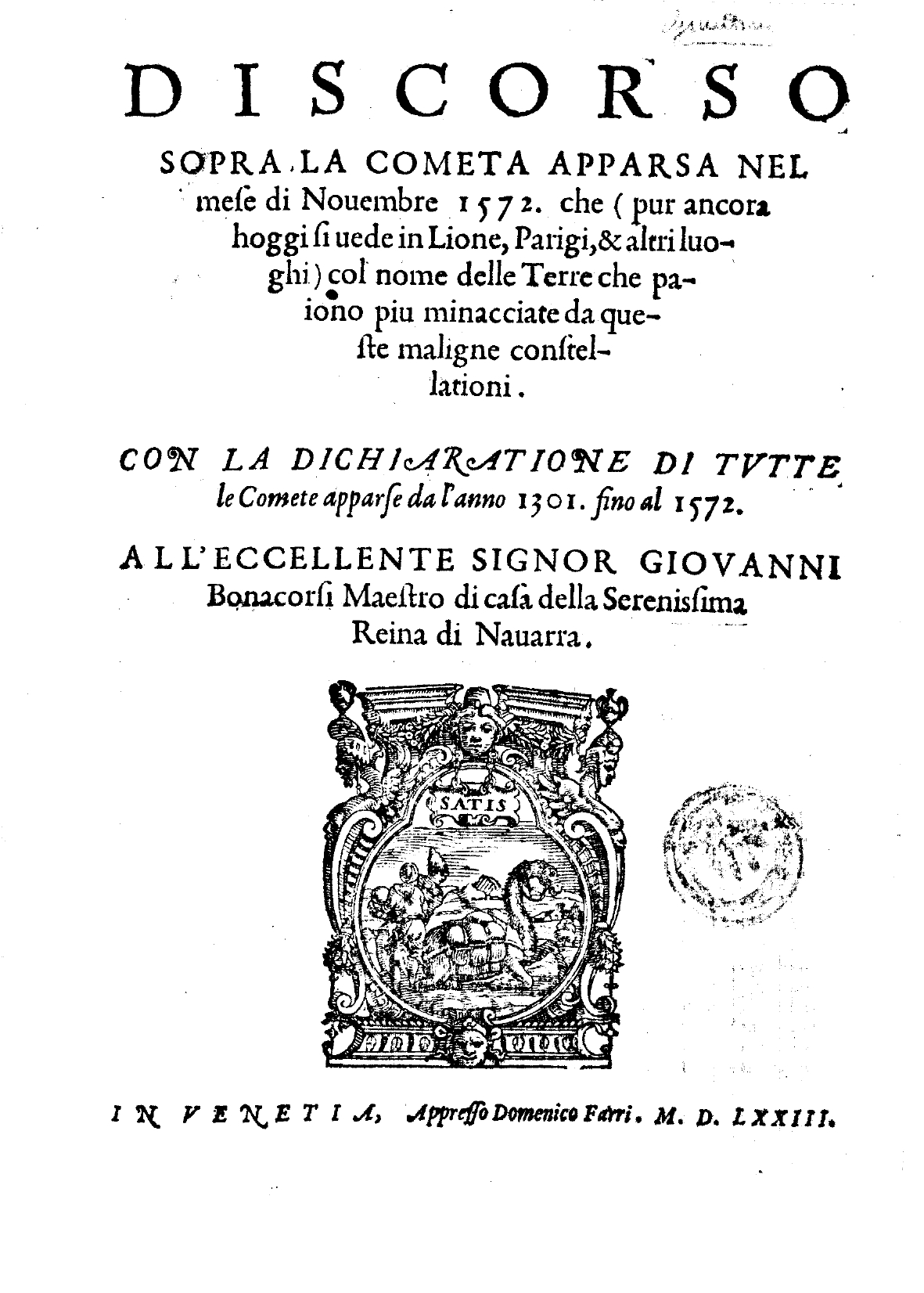
Discorso sopra la cometa apparsa nel mese di novembre 1572, 1573

## Schriften
- Tractatus iudicandi revolutiones nativitatum, Lugduni 1570
- Tabulae resultatae astronomicae de supputandis siderum motibus, secundum observationes Nicolai Copernici, Lugduni 1573
- Speculum astrologiae, Lugduni 1581